# جون كاكافاس
جون كاكافاس (بالإنجليزية: John Cacavas)‏ موسيقي أمريكي (ولد يوم 13 أغسطس من العام 1930 في أبيردين ، ساوث داكوتا)

## روابط خارجية
- جون كاكافاس على موقع IMDb (الإنجليزية)
- جون كاكافاس على موقع ألو سيني (الفرنسية)
- جون كاكافاس على موقع ميوزك برينز (الإنجليزية)
- جون كاكافاس على موقع أول موفي (الإنجليزية)
- جون كاكافاس على موقع قاعدة بيانات الأفلام السويدية (السويدية)
- جون كاكافاس على موقع ديسكوغز (الإنجليزية)
- جون كاكافاس على موقع قاعدة بيانات الفيلم (الإنجليزية)
- جون كاكافاس على موقع كينوبويسك (الروسية)